# Freddy André Øvstegård

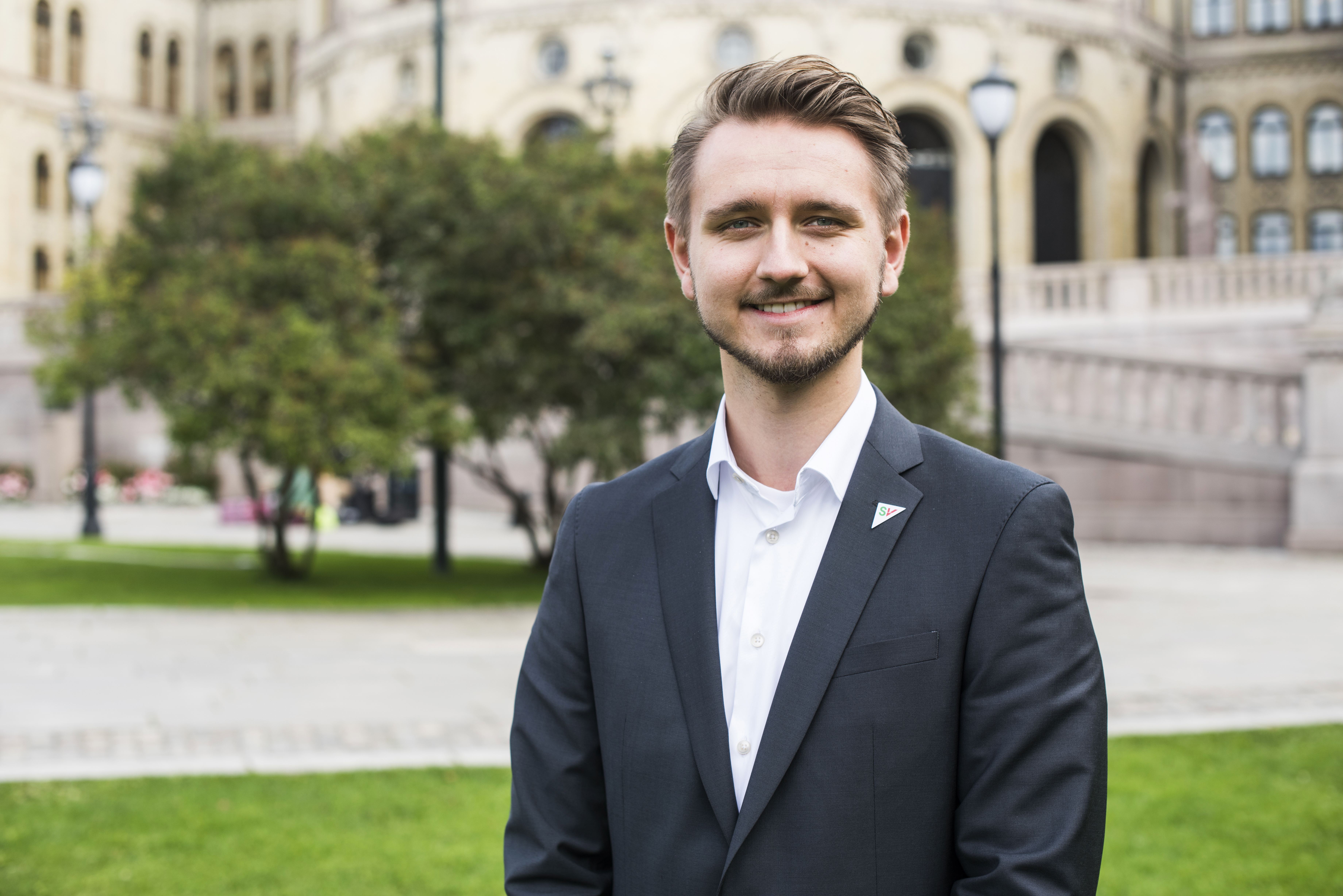
Freddy André Øvstegård, 2017

Freddy André Øvstegård (* 20. Dezember 1994 in Fredrikstad) ist ein norwegischer Politiker der Sosialistisk Venstreparti (SV). Seit 2017 ist er Abgeordneter im Storting.

## Leben
Øvstegård wuchs in Sarpsborg auf und wurde als 14-Jähriger Mitglied der Jugendorganisation Sosialistisk Ungdom (SU). Die Organisation führte er in den Jahren 2011 bis 2013 im Fylke Østfold an. An der Universität Oslo studierte Øvstegård von 2013 bis 2016 Staatswissenschaften und Ideengeschichte. In der Zeit zwischen 2014 und 2016 war er umweltpolitischer Sprecher im Vorstand der SU und von 2016 bis 2018 der stellvertretende Vorsitzende der Jugendpartei.
Bei der Parlamentswahl 2017 zog Øvstegård erstmals in das norwegische Nationalparlament Storting ein. Er vertritt dort den Wahlkreis Østfold und wurde Mitglied im Familien- und Kulturausschuss. Er war als Spitzenkandidat der SV in Østfold angetreten und wurde durch den Einzug der jüngste Abgeordnete in der Legislaturperiode 2017–2020. Nach der Wahl 2021 wechselte er in den Bildungs- und Forschungsausschuss und er war bis April 2023 Mitglied im Fraktionsvorstand der SV-Fraktion. Im Mai 2023 wechselte er in den Arbeits- und Sozialausschuss, dessen neuer Vorsitzender er wurde. Im August 2024 gab er bekannt, dass er bei der Stortingswahl 2025 nicht erneut kandidieren wolle.

## Positionen
Gemeinsam mit zwei Parteikollegen schlug er Greta Thunberg im Januar 2019 für den Friedensnobelpreis vor.